# Дългоух нощник
Дългоухите (бехщайнови) нощници (Myotis bechsteinii) са вид дребни бозайници от семейство Гладконоси прилепи (Vespertilionidae). Разпространени са в Европа, Задкавказието и Северен Иран. В България се срещат рядко, главно в равнинните и хълмисти области.
Дългоухият нощник има маса 8-18 g, дължината на тялото с главата 44-55 mm и размах на крилата 260-290 mm. Цветът му е кафяв по гърба, белезникав по корема и тъмнокафяв по крилата и ушите. Космите са дълги и гъсти. Ушите са дълги и широки, силно изнесени напред, с къс трагус. Крилата са много къси, но широки, а опашката е по-къса от тялото, с връх, излизащ с 2-3 mm извън междубедрената мембрана.
Дългоухият нощник живее главно в горите, като извършва кратки миграции между летните и зимните убежища - до 35 km. През лятото живее в хралупи на дървета, по-рядко постройки и пещери, като често сменя жилището си. Зимува в пещери и галерии с температура 3,6 до 10,5 °C, в които се премества сравнително късно, а понякога сменя жилището си и през зимата. Прекарва зимата поединично или в малки групи по 3-5 екземпляра. През пролетта образува размножителни колонии от по 15-35 прилепа, а малките се раждат през юни. Продължителността на живота достига 21 години.
При полет дългоухият нощник се ориентира чрез ехолокация, като излъчва честотномодулирани сигнали с честота около 45 kHz, подобни на тези при водния нощник (Myotis daubentoni). Храни се предимно с нелетящи насекоми, които улавя на земята или по листата на дърветата.